# 名古屋記念病院
名古屋記念病院（なごやきねんびょういん）は、愛知県名古屋市天白区にある社会医療法人名古屋記念財団が運営する病院である。

## 概要
名古屋記念病院は「がんと免疫」を中心とした総合病院として、1985年（昭和60年）に開院。
その後の社会や医療環境の変化、地域からの求めなどにより、現在では急性期医療を提供する病院として、365日24時間体制での救急医療に積極的に取り組んでいる。がん医療をはじめとする先端医療においても多くの患者さまにご利用いただいている。
また、地域医療支援病院、愛知県がん診療連携拠点病院、災害拠点病院などの承認・指定を受けているほか、2011年（平成23年）からは社会医療法人としてより公益性の高い病院としての役割も担っている。

## 沿革
- 1985年（昭和60年）4月 - 開院。
- 1993年（平成5年）4月 - 救急指定病院の告示を受ける。
- 1994年（平成6年）11月 - 総合病院の承認、労災保険指定医療機関の指定を受ける。
- 2003年（平成15年）12月 - 日本医療機能評価機構基準（一般病院）の認定を受ける。
- 2007年（平成19年）3月 - 災害拠点病院の指定を受ける。
- 2009年（平成21年）  
  - 1月 - 日本医療機能評価機構更新認定を受ける。
  - 3月 - 地域医療支援病院の承認を受ける。
- 2010年（平成22年）6月 - 愛知県がん診療連携拠点病院の認定を受ける。
- 2011年（平成23年）4月 - 社会医医療法人の認定を受ける。
- 2012年（平成24年）11月 - 愛知県より災害派遣チーム（DMAT）指定医療機関の指定を受ける。
- 2014年（平成26年）1月 - 日本医療機能評価機構更新認定を受ける。
- 2015年（平成27年）4月 - 創立30周年。
- 2018年（平成30年）3月 - NPO法人卒後臨床研修評価機構（JCEP）認定を受ける。
- 2022年（令和4年）3月 - NPO法人卒後臨床研修評価機構(JCEP)更新
  - 11月 - 公益財団法人 日本適合性認定協会(ISO15189) 認定

## 主な設備
- 手術支援ロボット(da Vinci)
- マルチスライスCT
- MRI
- FPD（フラットパネルディテクター）
- 搭載血管撮影装置
- マンモグラフィー
- ライナック
- アイソトープ検査装置
- 一般撮影装置
- 透視検査装置
- 骨密度測定装置
- 体外衝撃波結石破砕装置
- 血球計算測定装置
- 生化学自動分析装置
- 超音波診断装置
- トレッドミル運動負荷心電計
- 超音波内視鏡
- 幹細胞移植装置
- 集中治療室（ICU）
- 無菌治療室
- 病理解剖室
- 手術室
- 視能訓練室
- 患者搬送車

## 主な指定等
- 地域医療支援病院
- 救急告示病院（第二次）
- 臨床研修指定病院
- 災害拠点病院
- DPC実施病院
- 愛知県がん診療連携拠点病院
- 愛知DMAT指定医療機関
- 保険医療機関
- 労災保険指定医療機関
- 生活保護法指定医療機関

## HOSPYグループ
- 新生会第一病院
- 平針記念クリニック
- 鳴海クリニック
- 東海クリニック
- 東海知多クリニック
- 金山クリニック
- 新生会クリニック
- あしたの丘
- ホスピー訪問看護ステーション・サルビア
- ホスピー居宅介護支援事業所

## 交通アクセス
- 名古屋市営地下鉄鶴舞線「平針駅」から徒歩で約5分。
- 名古屋市営バス「地下鉄平針」停留所から徒歩で約5分。